# DS N°8

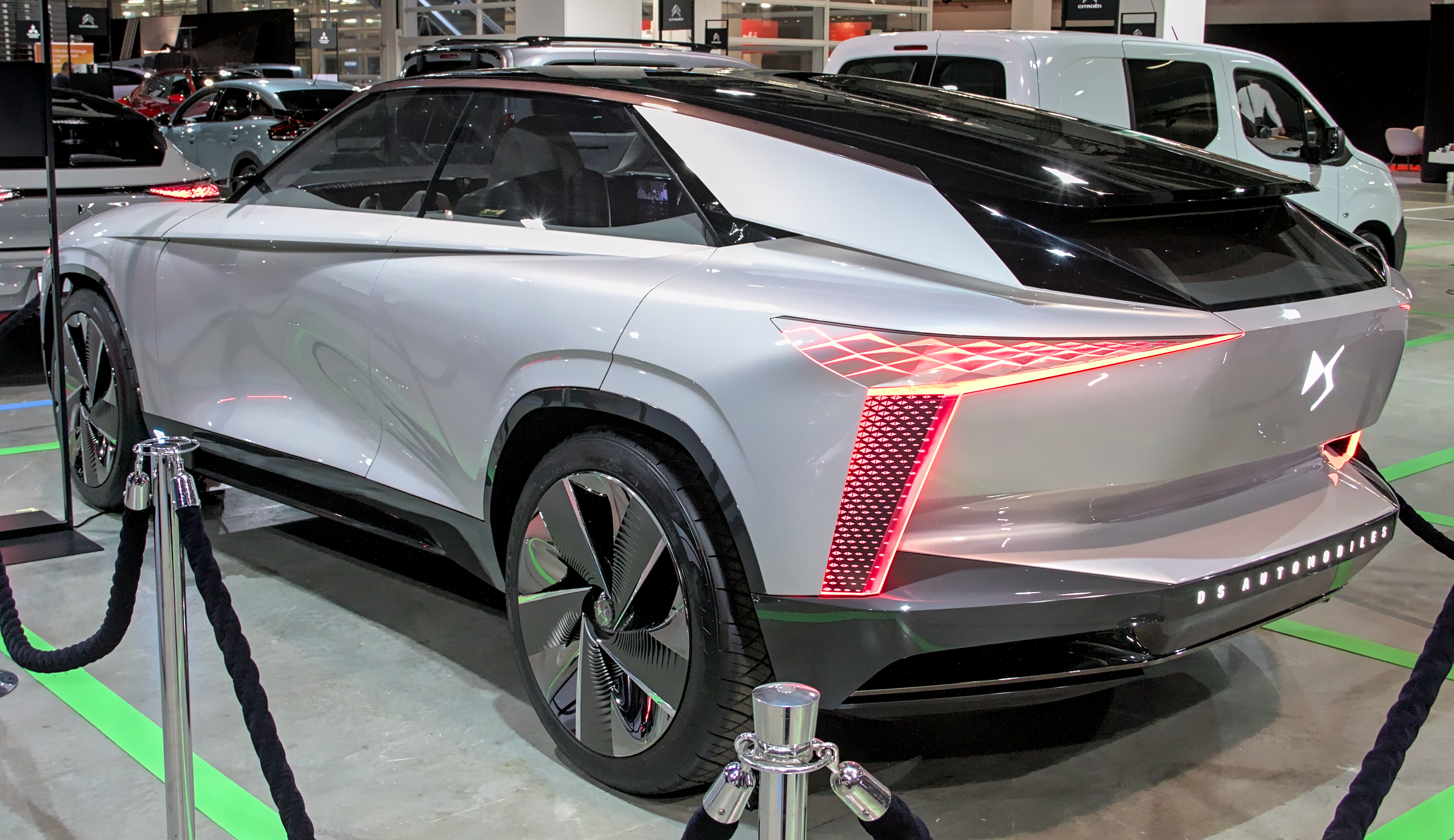
Вид сзади

DS N°8 — среднеразмерный электромобиль-кроссовер, выпускаемый с 2025 года подразделением DS Automobiles компании PSA Peugeot Citroën.

## Описание
DS N°8, представленный в декабре 2024 года, основан на концепт-каре DS Aero Sport Lounge, представленном в начале 2020 года. Модель представляет собой комбинацию внедорожника, универсала и седана. Продажи намечены на весну 2025 года.

## Технические характеристики
DS N°8 базируется на платформе STLA Medium, производимой компанией Stellantis. Переднеприводные модели оснащаются одним электродвигателем мощностью 169 кВт (230 л. с.) или 180 кВт (245 л. с.), а полноприводные модели оснащаются двумя электродвигателями суммарной мощностью 257 кВт (350 л. с.). Ёмкость аккумулятора составляет 74 или 97,2 кВт·ч. По циклу WLTP запас хода переднеприводных моделей составляет 549 или 749 км, а полноприводных — 664 км. Разгон до 100 км/ч составляет 7,7, 7,8 или 5,4 сек. Максимальная скорость — 190 км/ч. Мощность зарядки переменным током составляет 11 или опционально 22 кВт, а постоянным — до 160 кВт. В автомобиль встроены система предварительного кондиционирования для оптимизации кривой зарядки и функция Vehicle-to-Load (V2L), которая обеспечивает подачу хорошей электроэнергии.
|                                                                     | Короткий запас хода | Длинный запас хода  | Длинный запас хода (AWD) |
| ------------------------------------------------------------------- | ------------------- | ------------------- | ------------------------ |
| Годы производства                                                   | с 2025              | с 2025              | с 2025                   |
| Двигатель                                                           | Электродвигатель    | Электродвигатель    | 2 электродвигателя       |
| Мощность                                                            | 169 кВт (230 л. с.) | 180 кВт (245 л. с.) | 257 кВт (350 л. с.)      |
| Мощность системы (может использоваться в течение короткого времени) | 190 кВт (258 л. с.) | 207 кВт (281 л. с.) | 276 кВт (375 л. с.)      |
| Крутящий момент                                                     | 343 Н·м             | 343 Н·м             | 509 Н·м                  |
| Привод                                                              | Передний            | Передний            | Полный                   |
| Ёмкость аккумулятора                                                | 74 кВт·ч            | 97,2 кВт·ч          | 97,2 кВт·ч               |
| Масса                                                               | 2132 кг             | 2180 кг             | 2289 кг                  |
| Разгон до 100 км/ч                                                  | 7,7 сек.            | 7,8 сек.            | 5,4 сек.                 |
| Максимальная скорость                                               | 190 км/ч            | 190 км/ч            | 190 км/ч                 |
| Расход на 100 км по циклу WLTP                                      | 15,7—16,5 кВт·ч     | 15,9—16,8 кВт·ч     | 17,4 кВт·ч               |
| Запас хода по циклу WLTP                                            | 527—549 км          | 714—749 км          | 664 км                   |